# Spis cudzołożnic
Spis cudzołożnic – film z 1994 roku w reżyserii Jerzego Stuhra, będący adaptacją powieści Jerzego Pilcha (Spis cudzołożnic. Proza podróżna, 1993).

## Fabuła
Akcja filmu dzieje się w Krakowie. Gustaw jest polonistą, pracownikiem naukowym na Uniwersytecie Jagiellońskim. Któregoś dnia dziekan powierza mu zadanie oprowadzenia po Krakowie pewnego szwedzkiego humanisty z Uppsali. Okazuje się, że gość nie jest zainteresowany zabytkami, za to pragnie zabawić się w damskim towarzystwie. Gustaw decyduje się spełnić życzenie Szweda. Przeszukuje swój stary notatnik, by odnaleźć dziewczyny, z którymi spotykał się w czasach młodości. Niegdyś atrakcyjne i wyzwolone kobiety w niczym nie przypominają siebie sprzed lat.

## Obsada
- Jerzy Stuhr – Gustaw
- Preben Osterfelt – profesor Björn
- Jan Peszek – dziekan
- Dorota Pomykała – Jola Łukasik
- Stanisława Celińska – Iza Gęsiareczka
- Bożena Adamek – Emilka, była żona Gustawa
- Jan Frycz – doktor Jerzy Zgółka, mąż Marii Magdaleny
- Anna Radwan – doktor Maria Magdalena Zgółka
- Małgorzata Hajewska-Krzysztofik – „Posępna Okularnica”
- Agnieszka Wagner – Beverly, barmanka „z najpiękniejszą szyją” w Lozannie
- Jerzy Pilch, Józef Opalski, Piotr Rutkowski, Piotr Skrzynecki – mężczyzna w barze Vis-à-vis
- Agnieszka Wróblewska – młoda Emilka, żona Gustawa
- Edyta Olszówka – młoda Iza Gęsiareczka
- Roman Gancarczyk – Nikodem „Wymoczkowaty”, obecny partner Emilki
- Maria Peszek – panienka na ulicy
- Halina Wyrodek – kobieta w wizji Gustawa
- Sonia Bohosiewicz

## Nagrody
- 19. Festiwal Polskich Filmów Fabularnych w Gdyni (1994):
  - Stanisława Celińska – nagroda za pierwszoplanową rolę kobiecą
  - Jerzy Stuhr – nagroda za dialogi
  - Jerzy Pilch – nagroda za dialogi
  - Jerzy Stuhr – Nagroda Specjalna Jury
  - Złote Jabłko (nagroda Stowarzyszenia Kobiet Filmu i Telewizji)